# B–11 hátrasiklás nélküli löveg
A B–11 (oroszul: Безоткатное орудие [Bezotkatnoje orugyije] kelet-német jelölése: RG107, GRAU-kódja: 52–M–883) egy szovjet gyártmányú 107 mm-es simacsövű hátrasiklás nélküli löveg. 1954-ben rendszeresítették. Vontatását általában egy 6×6 hajtásképletű ZiL–157 tehergépkocsival, vagy egy 4×4 hajtásképletű GAZ vagy UAZ terepjáróval oldották meg. Személyzete öt főből állt. A Szovjet Hadseregben a gépesített lövész- és a légideszant-alakulatok alkalmazták.
A fegyvert a kolomnai KBM tervezőirodában fejlesztették ki Borisz Savirin vezetésével, sorozatgyártását a Tulai Gépgyár végezte.
Közvetlen irányzáshoz 5,5-szeres nagyítású, közvetett irányzáshoz 2,5-szeres nagyítású PBO–4 irányzékot használtak.

## Lőszer
- BK–883 – szárnystabilizált kumultatív lövedék
  - Lövedék tömege: 7,51 kg
  - Teljes lövedék tömege: 12,5 kg
  - Robbanófej tömege: 1, 06 kg RDX/Aluminium
  - Gyújtó: GK–2 piezoeletromos csapódó fenékgyújtó
  - Lőtávolság: 450 m (hatásos), 1400 m (maximális)
  - Páncélátütőképesség: 381 mm
- O–883A – nagy robbanóerejű repesz lövedék.
  - Lövedék tömege: 8,5 kg
  - Teljes lövedék tömege: 13,5 kg
  - Robbanófej tömege: 2,088 kg Amatol 80/20
  - Gyújtó: GK–2 piezoelektromos csapódó fenékgyújtó
  - Lőtávolság: 1300 m (közvetlen irányzással), 6650 m (közvetett irányzással)
  - Csőtorkolati sebesség: 375 m/s

## Lásd még
- B–10 hátrasiklás nélküli löveg

## Fordítás
- Ez a szócikk részben vagy egészben  a   B-11 recoilless rifle című angol Wikipédia-szócikk ezen változatának fordításán alapul.  Az eredeti cikk szerkesztőit annak laptörténete sorolja fel. Ez a jelzés csupán a megfogalmazás eredetét és a szerzői jogokat jelzi, nem szolgál a cikkben szereplő információk forrásmegjelöléseként.